# Fasli
Fasli (griechisch Φάσλι, türkisch Faslı) ist eine verlassene Gemeinde im Bezirk Paphos in der Republik Zypern. Bei der Volkszählung im Jahr 2021 hatte sie keine Einwohner.

## Name
Viele glauben, dass der Name Fasli von dem Wort fasla kommt, was übersetzt „Grundstück“ bedeutet. Die Bewohner glauben, dass der Agha vom Dorf nach einem Landstreit einem Gegner sagte, er sei bereit, ihm ein „fasla“, also ein Grundstück, zu geben. Wenn dieser zustimmen würde, dorthin zu ziehen, wo sich das heutige Dorf befindet. Er nahm das Angebot anscheinend an und das Dorf wurde mit dem Namen Fasla gegründet. Die Zyperntürken änderten den Namen dann von Fasla in Faslı.

## Lage und Umgebung

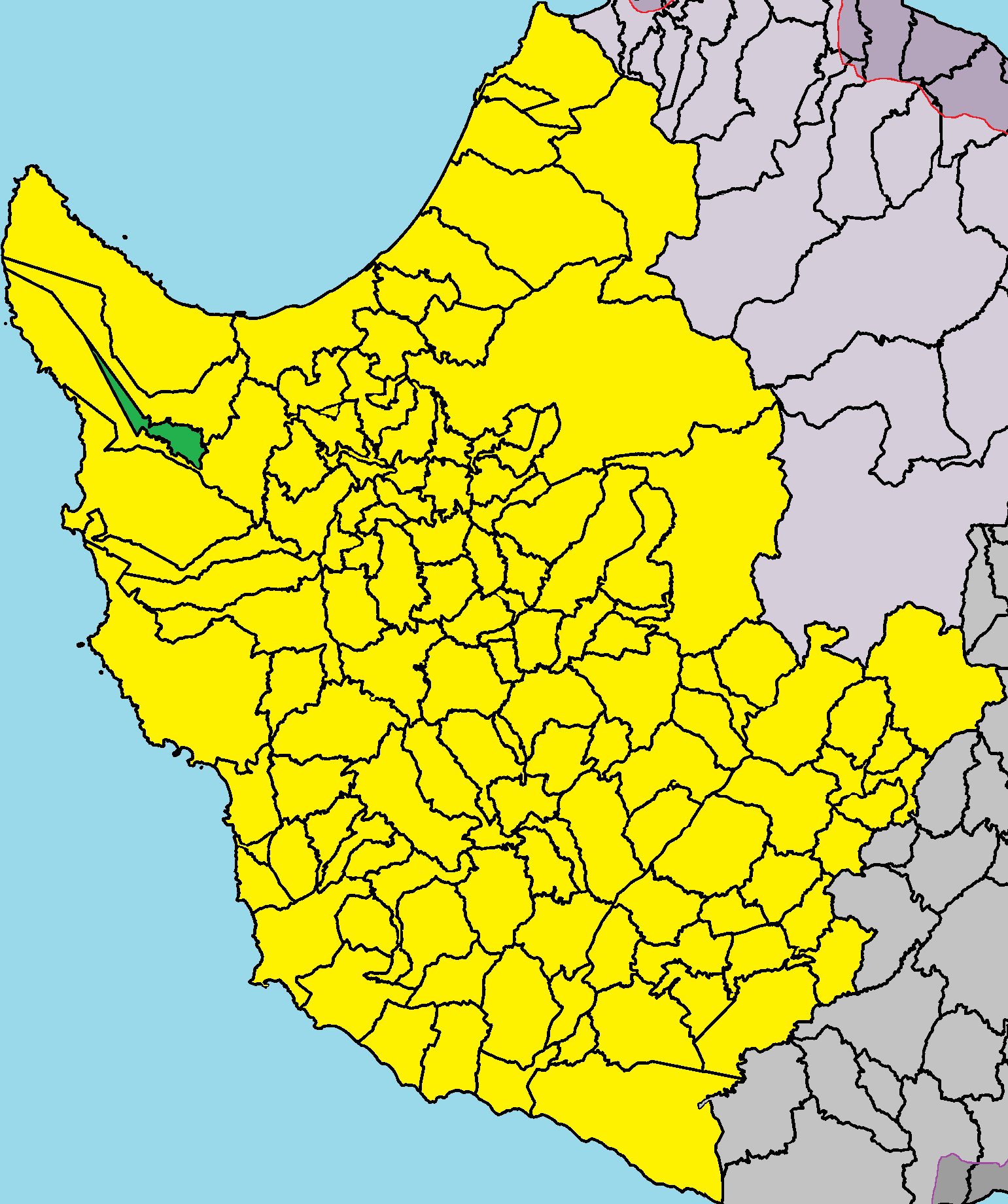
Lage im Bezirk Paphos

Fasli liegt im Westen der Mittelmeerinsel Zypern in der Nähe der Akamas-Halbinsel auf einer Höhe von etwa 515 Metern, etwa 33 Kilometer nördlich von Paphos, 95 Kilometer nordwestlich von Limassol und 178 Kilometer westlich von Nikosia. Das 5,33589 Quadratkilometer große Dorf grenzt im Norden an Androlikou und im Osten, Süden und Westen an Drousia. Es ist über die Straße von Inia nach Androlikou erreichbar.

## Geschichte
Das Dorf wird in mittelalterlichen Quellen nicht erwähnt, es ist allerdings eine Siedlung namens Masmi auf einer Karte aus venezianischer Zeit verzeichnet.

### Bevölkerungsentwicklung
Während der Zeit der interkommunalen Auseinandersetzungen im Februar 1964 flohen alle Bewohner von Fasli aus dem Dorf und suchten Zuflucht in dem nahegelegenen Dorf Androlikou und blieben dort bis zur Teilung der Insel. Während der türkischen Invasion Zyperns 1974 wurden die meisten kampffähigen Männer verhaftet und in das Kriegsgefangenenlager Geroskipou gebracht, wo sie im Oktober 1974 mit griechisch-zypriotischen Kriegsgefangenen aus dem Norden ausgetauscht wurden. Währenddessen flohen einige Zyperntürken über die Berge nach Nordzypern. Am 22. August 1975 wurden schließlich die letzten Zyperntürken mit der UNFICYP-Eskorte in den Nordteil der Insel gebracht. Danach war die Gemeinde unbewohnt. Bis heute ist das Dorf verlassen.
Die folgende Tabelle zeigt die Bevölkerung des Dorfes, wie sie in den in Zypern durchgeführten Volkszählungen erfasst wurde.
| Jahr      | 1881 | 1891 | 1901 | 1911 | 1921 | 1931 | 1946 | 1960 | 1976 | 1982 | 1992 | 2001 | 2011 | 2021 |
| Einwohner | 60   | 41   | 44   | 46   | 68   | 39   | 70   | 76   | 0    | 0    | 0    | 0    | 0    | 0    |